# Filippo Gagliardi

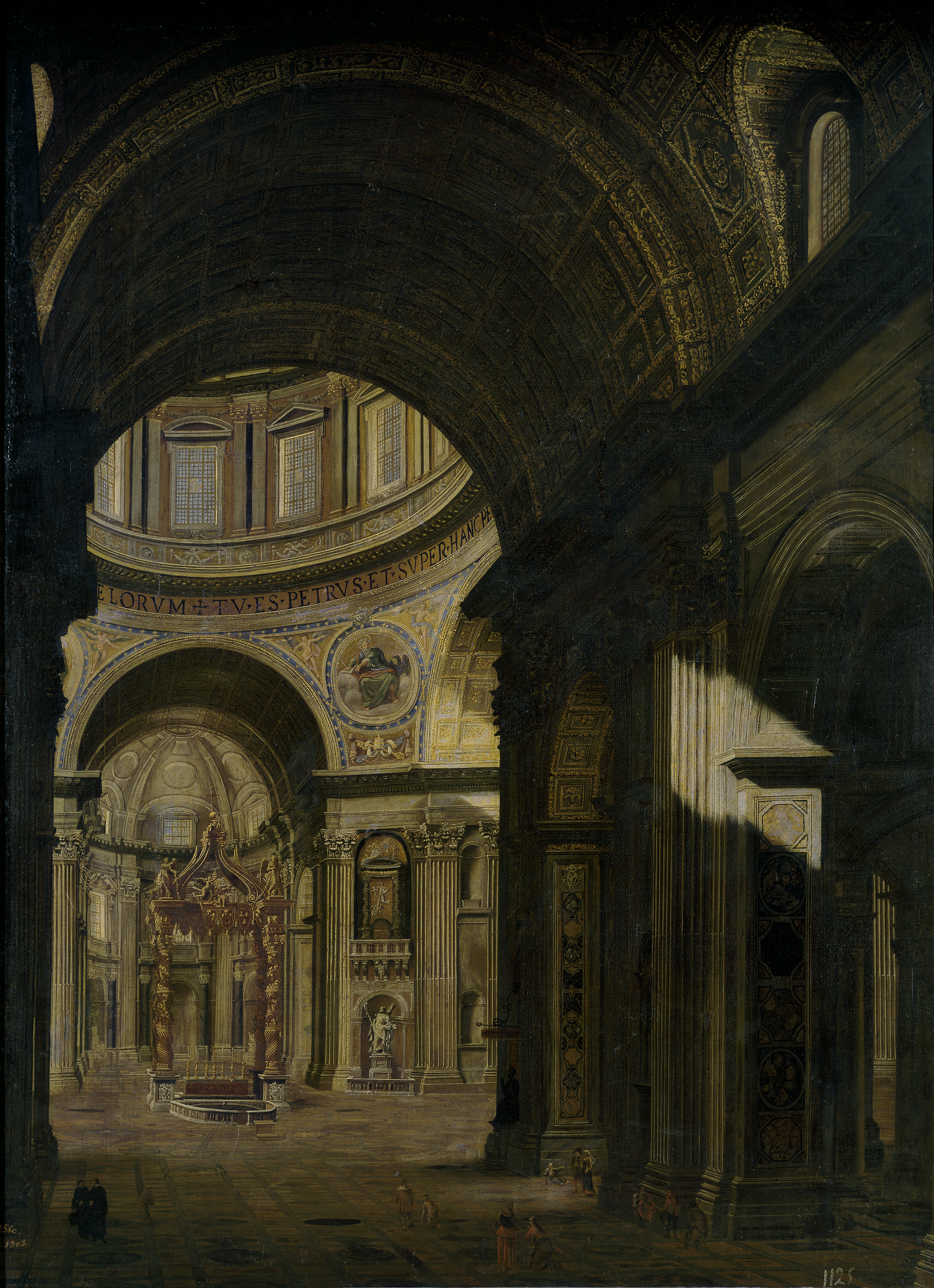
Interior de la basílica de San Pedro de Roma, óleo sobre lienzo, 210 x 156 cm, Madrid, Museo del Prado.

Filippo Gagliardi, (Roma, ca. 1607-1659) fue un arquitecto y pintor barroco italiano activo en Roma.

## Biografía
De biografía mal conocida, Gagliardi es recordado principalmente por su actividad como pintor de perspectivas arquitectónicas que aprendió de Matteo Zaccolini, según escribió él mismo en un Trattato della prospectiva conservado manuscrito en la Academia de San Lucas de Roma. Colaboró también con Filippo Lauri y con Andrea Sacchi en la pintura de los fondos arquitectónicos de algunas de sus obras.
De su producción pictórica se conserva únicamente una obra firmada: el Interior de la basílica de San Pedro de Roma del Museo del Prado, fechada en 1640. Entre 1647 y 1654 participó en los trabajos de renovación de la basílica de San Martino ai Monti. En 1648 fue admitido como miembro de la Academia de los Virtuosos del Panteón y de 1655 a 1658 fue príncipe de la Academia de San Lucas de Roma.